# Un'emozione da poco (Paola Turci)
Un'emozione da poco è un singolo della cantante Paola Turci, cover dell'omonimo brano musicale lanciato da Anna Oxa al Festival di Sanremo 1978; la Turci interpreta il brano nella serata dedicata alle cover del Festival di Sanremo 2017, dove si classifica al secondo posto in quella stessa serata, e viene inserito all'interno dell'album della cantante Il secondo cuore.
Il 21 luglio il brano viene estratto come terzo singolo dall'album, accompagnato da un videoclip ufficiale diretto da Gaetano Morbioli.

## Tracce
1. Un'emozione da poco (testo: Ivano Fossati – musica: Guido Guglielminetti)